# Onze-Lieve-Vrouwekerk (Zevekote)

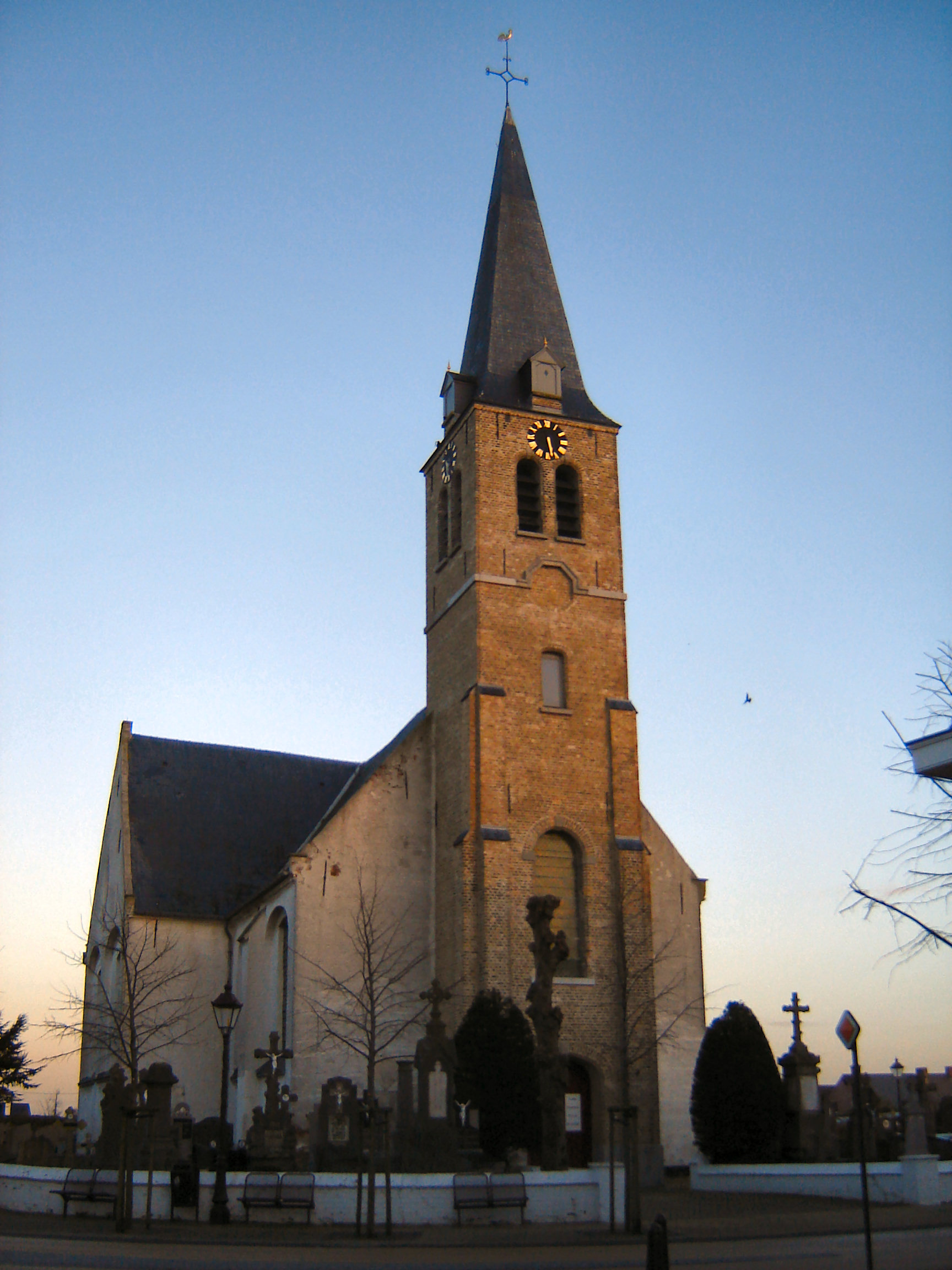
Onze-Lieve-Vrouwekerk

De Onze-Lieve-Vrouwekerk is de parochiekerk van de tot de West-Vlaamse gemeente Gistel behorende plaats Zevekote, gelegen aan de Zevekotestraat.

## Geschiedenis
De parochie bestond mogelijk al tussen de 10e en de 12e eeuw, maar in de 13e eeuw was er sprake van een kerkgebouw. Het patronaatsrecht behoorde toe aan de Sint-Andriesabdij en de bisschop van Doornik.
In 1580 werd de kerk verwoest door de Geuzen, en tijdens het eerste kwart van de 17e eeuw werd het gebouw gedeeltelijk hersteld.
De huidige kerk is van 1719 en gebouwd in barokstijl. Tijdens de Franse Revolutie werd de kerk geplunderd en werden de meeste kerkschatten verkocht. In 1802 werd de kerk hersteld. In 1856 werd de westtoren aangebouwd.

## Gebouw
Het betreft een zaalkerk met een Grieks kruis als plattegrond. De voorgebouwde westtoren heeft twee geledingen en een ingesnoerde naaldspits.

## Interieur
Het interieur wordt overwelfd door een houten tongewelf. Het zuidelijk zijaltaar is gewijd aan Antonius van Padua. Er zijn biechtstoelen van 1740 en 1744. De communiebank is van omstreeks 1750. Het koorgestoelte is van 1669. De preekstoel is uit de 2e helft van de 17e eeuw. Er is een Van Peteghemorgel van 1844.
Er is een kerkhof waarvan de betonnen kruisjes met gekleurde kiezelstenen zijn versierd, wat verder enkel nog op het kerkhof van het nabijgelegen Zande is te vinden.